# ESPN NFL 2K5
ESPN NFL 2K5 è un videogioco sportivo riguardante il football americano pubblicato da SEGA per le console Xbox e PlayStation 2.